# عالية الركاب
عالية الركاب هي ممثلة مغربية من مواليد مدينة تطوان. خريجة المعهد العالي للفن المسرحي والتنشيط الثقافي عام 2000، وهي زوجة المخرج المغربي نسيم عباسي.
تعرف عليها الجمهور المغربي للمرة الأولى من خلال دور صغير في سلسلة «الخادمات» للمخرج عبد الرحمن ملين، التي عرضت على القناة التلفزيونية الأولى عام 1997، بعدها مثلت في المسلسل السوري «الفصول الاربعة» للمخرج حاتم علي، فتوالت بعد ذلك، مشاركاتها في الأعمال التلفزيونية والسينمائية والمسرحية، من بينها فيلم «قصة وردة» للمخرج السينمائي عبد المجيد رشيش، وأفلام «قلق» و«الوصية» و«قصة حب» للمخرج حكيم نوري و«الريح» لكمال الصباري، وفيلم «حتى إشعار آخر» من إخراج محمد قصايب، الفيلم السينمائي «أبواب الجنة»، من إخراج سهيل وعماد نوري ابْنَيْ المخرج حكيم النوري، وفيلم بلا حدود لنسيم عباسي، وفيلم عمي للمخرج نفسه سنة 2017. كما شاركت في مسلسل فكاهي بعنوان «كانوا هنا» مع حسن فولان ومصطفى الداسوكين، ومسلسل «جيران الحومة»، للمخرج عبد الرحمن ملين، وشاركت أيضا في المسلسل السوري «الشتات» ـ شاركت في مسلسل بعنوان: «السلكة» للمخرج محمد منخار مكون من 15 حلقة.

## روابط خارجية
- عالية الركاب على موقع IMDb (الإنجليزية)